# Stephan Micus
 (août 2023).
Stephan Micus (né le 19 janvier 1953) est un compositeur et musicien allemand travaillant essentiellement sur des instruments traditionnels de toutes les régions du monde. Bavarois marié à une Japonaise, il n'hésite pas à réunir la cithare et le shakuhachi, entre autres. Voyageur infatigable, il parcourt le monde en quête de sons et d'instruments. Guitariste classique de formation, il maîtrise néanmoins bien des instruments qui en sont fort éloignés, tels les flûtes, les percussions, les vielles et autres luths exotiques. C'est également un chanteur, et il a inventé une langue personnelle pour s'exprimer. Il est installé à Majorque en Espagne.
Créateur solitaire et discret, il se produit rarement en concert et joue tous les instruments sur ses disques. Il joue aussi beaucoup avec les techniques d'enregistrements multi-pistes, qui lui permettent des créations particulières, où il compose des chœurs à 22 voix. Bien qu'appartenant au mouvement des musiques du monde, ses œuvres et ses expérimentations rejoignent parfois celles des compositeurs classiques contemporains. Certaines de ses compositions ont servi de support à des chorégraphies.

## Discographie
La plupart de ses enregistrements ont été publiés par le label ECM.
- To the Rising Moon (2024)
- Thunder (2023)
- Winter's End (2021)
- White Night (2019)
- Inland Sea (2017)
- Nomad Songs (2015)
- Panagia (2013)
- Bold as Light (2010)
- Snow (2008)
- On The Wing (2006)
- Life (2004)
- Towards the Wind (2002)
- Desert Poems (2001)
- The Garden of Mirrors (1997)
- Athos (1994)
- To the Evening Child (1992)
- Darkness And Light (1990)
- The Music Of Stones (1989)
- Twilight Fields (1988)
- Ocean (1986)
- East of the Night (1985)
- Wings over Water (1982)
- Koan (1981)
- Listen to the Rain (1980)
- Behind Eleven Deserts (1978)
- Till the End of Time (1978)
- Implosions (1977)
- Archaic Concerts (1976)